# Robin Riker
Robin Riker (ur. 2 października 1952 w Nowym Jorku) – amerykańska aktorka.
Znana głównie z roli Elizabeth Logan w serialu Moda na sukces.

## Życie prywatne
Jej pierwszym mężem był William Hasley. Ich małżeństwo zakończyło się rozwodem. Obecnie Robin Riker ma drugiego męża operatora Evana A. Nesbitta.

## Wybrana Filmografia
- 1980: Aligator – jako Marisa Kendall
- 1984–1996: Brothers – jako Kelly
- 1990–1992: Get a Life – jako Sharon Potter
- 1990: Bez jej zgody – jako Marcia
- 1992: Shaky Ground – jako Helen Moody
- 1994–1995: Thunder Alley – jako Bobbi Turner
- 1994: Niewierni (In the Heat of Passion II: Unfaithful) – jako Catherine
- 1999: Don't Look Under the Bed – jako Karen McCausland
- 2000: Dni naszego życia – jako Bonnie Lockhart (#1)
- 2003: Exit 9 – jako Lynne
- 2004:  Nie zapomnisz mnie – jako Nora Sloane/Samantha Reardon
- 2006: Czytaj i płacz – jako Diana
- 2007: Wirus zagłady – jako Sarah Adams Caplan
- 2008–2010: Moda na sukces – jako Elizabeth "Beth" Henderson Logan (#4) †
- 2010: The Gates: Za bramą tajemnic – jako Jody Cargill